# Region Karlovarský venkov
Region Karlovarský venkov je svazek obcí v okresu Karlovy Vary, jeho sídlem jsou Otovice a jeho cílem je regionální rozvoj. Sdružuje celkem 3 obce a byl založen v roce 2003.

## Obce sdružené v mikroregionu
- Otovice
- Hájek
- Sadov